# Dicranopygium dolichostemon
Dicranopygium dolichostemon är en enhjärtbladig växtart som beskrevs av Gunnar Wilhelm Harling. Dicranopygium dolichostemon ingår i släktet Dicranopygium och familjen Cyclanthaceae. Inga underarter finns listade.